# Барятинский, Михаил Петрович
Князь Михаил Петрович Барятинский (ум. 15 декабря 1618) — русский военный и государственный деятель, дворянин московский и воевода, четвёртый сын воеводы князя Петра Ивановича Барятинского.

## Биография
В 1576 году князь Михаил Петрович Барятинский служил вторым воеводой в Туле. В 1598 году подписал соборное постановление об избрании на московский царский трон Бориса Фёдоровича Годунова. В 1604 году — воевода в Новгороде-Северском, затем числился разрядами на Москве в объезжих головах «от Покровские улицы до Яузы и по Васильевскому лушку… И князь Михайло послан на службу з городом».
Осенью 1606 года участвовал в боях против болотниковцев. 23 сентября 1606 года был отправлен главным воеводой князем Иваном Ивановичем Шуйским к царю Василию Шуйскому в Москву с известием о разгроме мятежников в битве на р. Угре, под Калугой.
3 мая 1607 года князь Михаил Петрович Барятинский участвовал в битве на Пчельне, под Калугой, с повстанческим отрядом под командованием князя Андрея Андреевича Телятевского. Мятежники одержали победу и разгромили царское войско. Погибли воеводы, князья Б. Татев, А. Черкасский и А. Тюменский, ратники и оставшиеся в живых головы и воеводы, «не помешкав под Калугою пошли к Москве для того, что стали беззапасны».
В 1614 году князь Михаил Петрович Барятинский был назначен воеводой в Новгород-Северский вместо умершего воеводы А. М. Полтева. В следующем 1615 году был отправлен против отрядов польского полковника Александра Лисовского на Волоколамск, Погорелое Городище и Ржев. «И князь Михайло Барятинский шел на Лисовского, в сход ко князю Василию Ивановичу Туренину мешкотно, и идучи села и деревни разорял, а Лисовский многие городы повоевал. И по Государеву Цареву… Михайла Фёдоровича…указу, бояре приговорили: князя Михаила Борятинского за его воровство и измену, что он на Лисовскаго и на Литовских людей шол мешкотно, посадить в тюрьму. И князь Михайло Борятинский посажен в тюрьму в Суздале». К месту заключения его конвоировал Пётр Загряжский. 
В 1616-1617 годах князь М. П. Барятинский находился на воеводстве в Торопце. 23 мая 1618 года князь Михаил Петрович Барятинский, пожалованный в дворяне московские и получивший почётный титул наместника болховского, был отправлен во главе русского посольства к персидскому шаху Аббасу I Великому. 11 июня он приехал в Казань, а 11 июля — в Астрахань, 31 августа прибыл в Шемаху, а 2 ноября — в Казвин, где уже 4 ноября шах принял его вместе с троюродным братом, князем Ф. М. Барятинским. 15 декабря 1618 года скончался в Казвине, но его тело было перевезено в Москву. Потомства не оставил.